# Pléguien
Pléguien (en bretó Plian, gal·ló Plégien) és un municipi francès, situat a la regió de Bretanya, al departament de Costes del Nord. L'any 1999 tenia 1.011 habitants.

## Demografia
| 1962                                       | 1968 | 1975 | 1982 | 1990 | 1999 |
| ------------------------------------------ | ---- | ---- | ---- | ---- | ---- |
| 801                                        | 916  | 826  | 816  | 824  | 1011 |
| Des de 1962: població sense dobles comptes |      |      |      |      |      |

## Administració
| Període   | Identitat       | Partit |
| --------- | --------------- | ------ |
| 1989-1999 | Thierry Burlot  | PS     |
| 1999-     | Roland Tréguier | PS     |